# Vladimir Dragičević
Vladimir Dragičević (cyr. Владимир Драгичевић; ur. 30 maja 1986 w Cetynii) – czarnogórski koszykarz grający na pozycji silnego skrzydłowego lub środkowego, reprezentant kraju, uczestnik mistrzostw Europy w 2011, 4-krotny mistrz Czarnogóry, wicemistrz Polskiej Ligi Koszykówki, obecnie zawodnik Niżnego Nowogród.
Dragičević jest wychowankiem KK Lovćen Cetinje, w którego drużynach juniorskich zaczynał swoją koszykarską karierę. W pierwszym zespole tego klubu zadebiutował w sezonie 2004/2005 i występował w nim do końca sezonu 2006/2007. W latach 2007–2011 grał w kolejnym klubie z Czarnogóry – KK Budućnost Podgorica, z którym przez kolejne 4 sezony zdobywał mistrzostwo tego kraju. W maju 2011 roku podpisał obowiązujący do końca sezonu 2010/2011 kontrakt z hiszpańską drużyną Caja Laboral. W latach 2011–2013 był zawodnikiem rosyjskiego Spartaka Petersburg. W sezonie 2013/2014 grał w Stelmecie Zielona Góra, z którym zadebiutował w rozgrywkach Euroligi, zdobywając tytuł MVP 6. kolejki sezonu zasadniczego 2013/2014. W sumie w karierze rozegrał także kilkadziesiąt meczów w Eurocupie. Wraz ze Stelmetem zdobył również srebrny medal Polskiej Ligi Koszykówki, a także został wybrany przez dziennikarzy do drugiej piątki sezonu PLK. Następnie grał w Turcji – w sezonie 2014/2015 reprezentował Banvit B.K., a w sezonie 2015/2016 TED Ankara Kolejliler.
Dragičević jest także reprezentantem swojego kraju. W drużynie narodowej wystąpił między innymi w meczach eliminacji do Mistrzostw Europy w Koszykówce Mężczyzn 2011 i 2013, a także w turnieju głównym tej imprezy w 2011 roku, gdy Czarnogóra zajęła 21. pozycję.

## Osiągnięcia
Stan na 28 kwietnia 2018, na podstawie, o ile nie zaznaczono inaczej.
Drużynowe
- Mistrz:
  - Polski (2017)[10]
  - Czarnogóry (2008–2011)[11]
- Wicemistrz:
  - Czarnogóry (2007)[12]
  - Polski (2014)
- Brązowy medalista:
  - mistrzostw Rosji (2013)
  - pucharu Rosji (2012)
- Zdobywca pucharu: 
  - Polski (2017)
  - Czarnogóry (2008–2011)[11][13]
- Finalista:
  - pucharu:
    - Rosji (2013)
    - Czarnogóry (2007)[12]
    - Polski (2018)

  - superpucharu Polski (2017)[14]

Indywidualne
- MVP:
  - ligi czarnogórskiej (2011 według eurobasket.com)[13]
  - miesiąca EBL (styczeń 2018)[15]
  - 6. kolejki Euroligi (2013/14)
- Największy postęp ligi czarnogórskiej (2007 według eurobasket.com)[12]
- Zaliczony do:
  - I składu:
    - PLK (2014[16], 2017[17], 2018[18])
    - ligi czarnogórskiej (2007, 2011)[12][13]
    - zawodników krajowych ligi czarnogórskiej (2007, 2010, 2011)[11][12][13]

  - II składu ligi czarnogórskiej (2010)[11]
- Uczestnik meczu gwiazd PLK (2014)[19]
- Lider EBL w skuteczności rzutów z gry (2018)[20]

Reprezentacja
- Uczestnik:
  - mistrzostw Europy (2011 – 21. miejsce)
  - kwalifikacji do mistrzostw Europy (2012, 2014)